# Albert Bierstadt
Albert Bierstadt (Solingen, 7 gennaio 1830 – New York, 18 febbraio 1902) è stato un pittore statunitense, tedesco di nascita, cantore del selvaggio West. Bierstadt basava i propri dipinti - pur con notevoli "abbellimenti" pittorici - su fotografie da lui scattate e su oggetti, soprattutto manufatti indiani, raccolti nel corso di svariati viaggi.

## Biografia

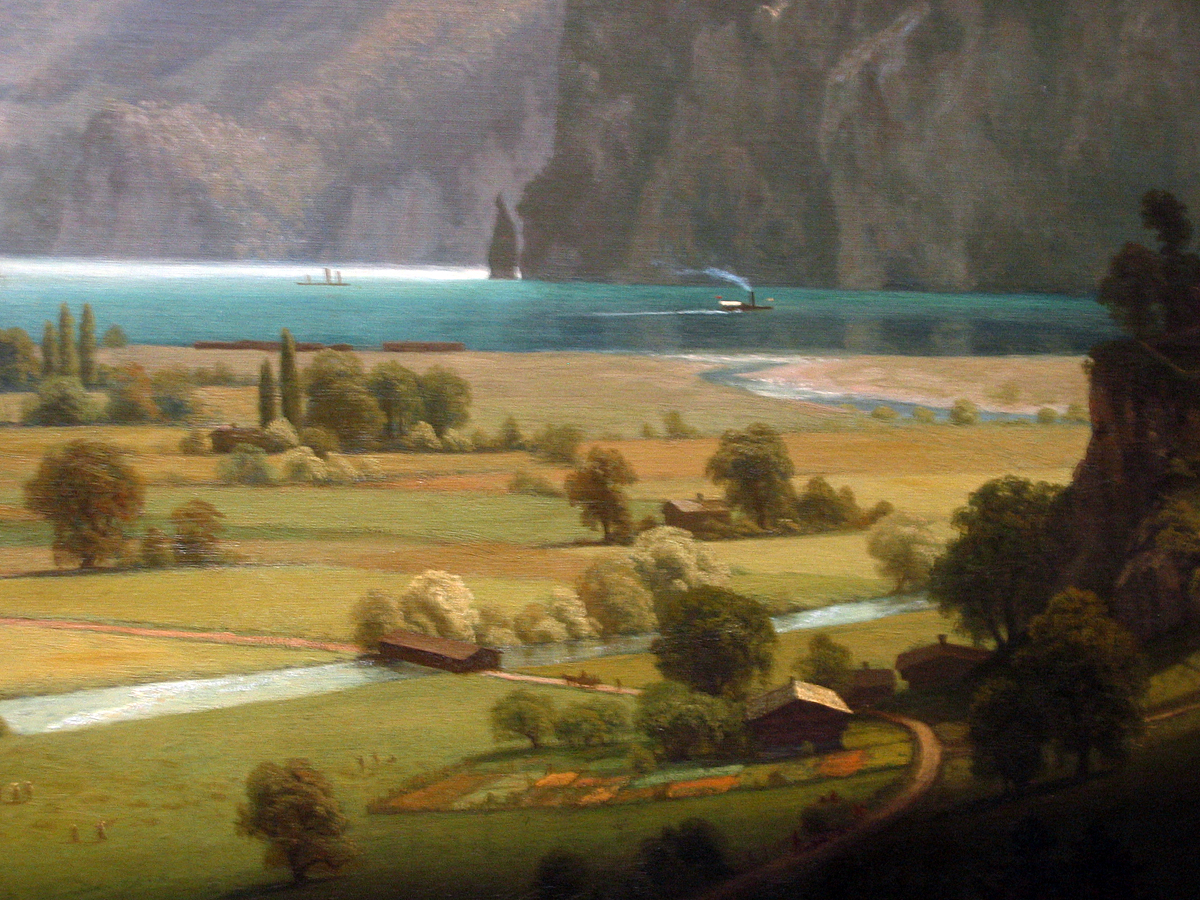
Lago di Lucerna, 1858

Nato in Prussia, Bierstadt era cresciuto negli Stati Uniti, a New Bedford, nel Massachusetts, dove la sua famiglia era emigrata quando aveva due anni e dove il padre, immigrato, aveva trovato lavoro come bottaio nell'industria di lavorazione delle balene. Dopo un inizio da autodidatta, nel 1850 aveva cominciato a lavorare come disegnatore. Nel 1853 si trasferì per tre anni in Europa per studiare pittura, e si recò a Düsseldorf, presso Johann Peter Hasenclever. Quindi, tra il 1857 e il 1858, affinò la propria tecnica di paesaggista, con un viaggio in Germania, in Svizzera e in Italia. Trascorse l'inverno a Roma e visitò Napoli, Capri e Paestum. Tornato negli Stati Uniti d'America, nel 1858 debuttò come pittore a New York, esponendo opere che illustravano luoghi d'Europa, come una serie di vedute del Lago di Lucerna e delle Alpi svizzere. Tra i dipinti di questo periodo sono notevoli L'Arco di Ottavio, Il mercato del pesce a Roma (1858), Marina Piccola a Capri e Capri (Faraglioni) (1857).

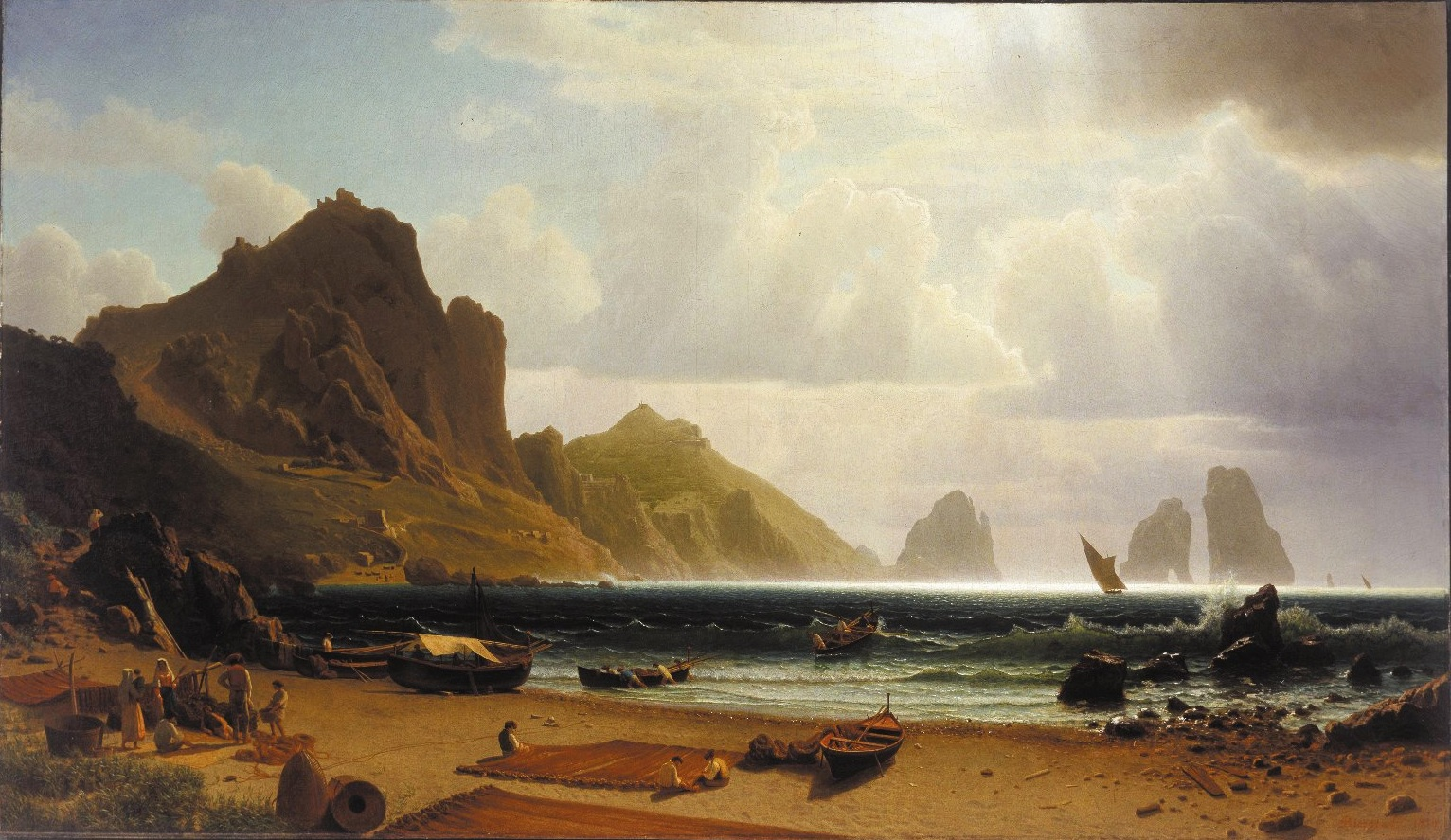
Albert Bierstadt, Marina Piccola, Capri, 1859, Albright-Knox Art Gallery (Buffalo)

L'anno seguente si aggregò alla spedizione del colonnello Frederick W. Lander, che era stato incaricato dal governo di individuare un nuovo tracciato ferroviario per la California, passando a nord del Lago Salato, onde evitare ulteriori attriti tra emigranti e mormoni. Ciò consentì a Bierstadt di visitare zone montuose pressoché incontaminate e di incontrare carovane di coloni e di pellerossa, nel loro ambiente naturale. La cosa lo coinvolse tanto da fargli abbandonare la spedizione per girare da solo, per tre settimane, fotografando paesaggi, nativi e animali. Al ritorno le sue opere ebbero subito successo, segnatamente a Boston e nella sua città, grazie alla popolarità dei soggetti, ma anche alle tecniche pittoriche che aveva acquisito in Europa. In particolare le immagini delle Montagne Rocciose, esposte per la prima volta nel 1860, gli procurarono in breve fama e ricchezza.

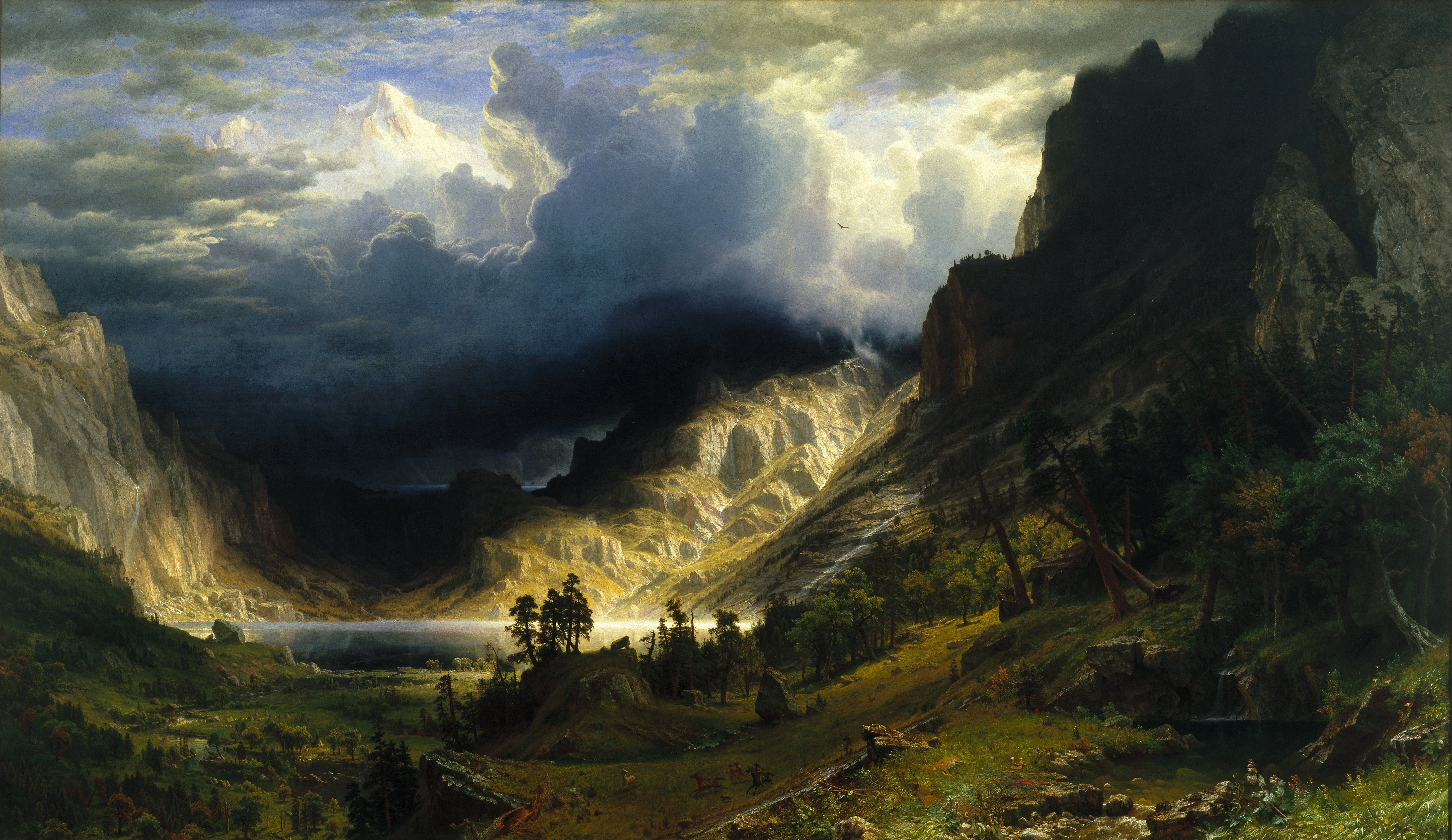
Temporale nelle Montagne Rocciose (Monte Rosa), 1886

Dopo una sosta forzata, dovuta allo scoppio della guerra civile, riprese a viaggiare nel 1863, insieme allo scrittore Fitz Hugh Ludlow, le cui lettere (poi riproposte in apposito volume) favorirono non poco la successiva accoglienza dei suoi quadri, che mostravano paesaggi, fortini, cowboys e, soprattutto, carovane di coloni. Nel 1867 ripartì per un nuovo viaggio di studio, fra Londra, Roma e Parigi, che si protrasse per due anni. Bierstadt ebbe così l'occasione di far conoscere la sua arte anche in Europa, cogliendo significativi apprezzamenti, specie in Gran Bretagna, dove poté anche incontrare personalmente la Regina Vittoria. Negli anni seguenti, a causa della cagionevole salute di sua moglie, si trasferì in California e quindi a Nassau, ove ella morì nel 1893. Gli ultimi anni di Bierstadt furono segnati da un forte declino della sua popolarità. Egli morì improvvisamente a New York, a 72 anni.